# Sylvania Waters
 (février 2020).
Si vous disposez d'ouvrages ou d'articles de référence ou si vous connaissez des sites web de qualité traitant du thème abordé ici, merci de compléter l'article en donnant les références utiles à sa vérifiabilité et en les liant à la section « Notes et références ».
Sylvania Waters est une banlieue du sud de Sydney située dans l'État de Nouvelle-Galles du Sud, en Australie, à 21 kilomètres (13 miles) au sud du quartier central des affaires de Sydney dans la zone du gouvernement local de Sutherland Shire.

## Sources
- (en) Cet article est partiellement ou en totalité issu de l’article de Wikipédia en anglais intitulé « Sylvania Waters, New South Wales » (voir la liste des auteurs).